# Санш II Санше
Санш (Санчо) II Санше (Санчес) (баск. Antso, фр. Sanche Sanchez, гаск. Sans Sancion, исп. Sancho Sanción или Sánchez; умер в 864) — граф Васконии с 836 года, герцог Васконии с 848/852 года, сын герцога Санша I Лупа.

## Биография

### Правление
После гибели своего брата в 836 году Санш, несмотря на возражения короля Аквитании Пипина I, был избран графом Васконии.
После смерти в 838 году короля Пипина I аквитанская знать признала своим королём сына Пипина I, Пипина II. Однако его дед, император Людовик I Благочестивый, не признал внука королём, по настоянию своей второй жены Юдифи передав в мае 839 года Аквитанию своему младшему сыну Карлу. В состав владений, переданных Карлу, вошла и Васкония. Однако аквитанцы воспротивились этому решению, поэтому император Людовик выслал в Лимузен войско, которое захватило Пуатье. Для того, чтобы противостоять Пипину и местной знати, Людовик стал назначать графов в регионе. Одним из таких графов стал Сегин II, назначенный графом Бордо и Сента и предназначенный императором противостоять графу Васконии Саншу II.
В 845 году граф Сегин из Бордо, боровшийся против Санша II, перешёл на сторону Пипина II и был признан тем герцогом Васконии. Однако в 846 году Сегин попал в плен к норманнам, вторгшимся в Аквитанию, и был ими казнён. В 848 году в борьбе с норманнами погиб и сменивший Сегина герцог Гильом I.
Борясь против Пипина и его ставленников, Санш II вступил в союз с королём Карлом II Лысым. Фердинанд Лот предположил, что в 848 году Карл в Орлеане или Лиможе провозгласил Санша II герцогом Васконии, однако документального подтверждения этой гипотезы нет. По другой версии, Санш II получил герцогский титул в 850 или 852 году. Союз между Карлом и Саншем был подтверждён в 852 году, когда Санш захватил в плен короля Аквитании Пипина II и выдал его Карлу Лысому. Также в 852 или 853 году Санш вместе со своим шурином, графом Пуатье Эменоном попал в плен к главе Бану Каси Мусе II ибн Мусе, но благодаря вмешательству Карла Лысого их отпустили.
Умер Санш II в 864 году. Его сменил Арно, сын Эменона из Пуатье и Санчи, сестры Санша.

### Брак и дети
О детях Санша II ничего неизвестно, но предполагается, что его сыном мог быть Санш III Митарра, первый наследственный герцог Гаскони.